# Sugathadasastadion
Het Sugathadasa Stadion is een multifunctioneel stadion in Colombo, Sri Lanka. Het stadion wordt vooral gebruikt voor voetbal, rugby en atletiek. De American footballclub Colombo Lions en de voetbalclub Colombo FC maken gebruik van dit stadion. Er is plaats voor 25.000 toeschouwers.  

## Toernooien
In 1991 en 2006 werd dit stadion gebruikt voor de Zuid-Aziatische spelen, een atletiektoernooi. Een ander atletiektoernooi, het Aziatisch kampioenschap atletiek werd van 9 tot en met 12 augustus 2002 in dit stadion gehouden. Van 3 juni tot en met 14 juni 2008 werd in Sri Lanka (samen met Maldiven) het Zuid-Aziatisch kampioenschap voetbal gehouden. Het Sugathadasa Stadion werd gebruikt voor 6 groepswedstrijden, de halve finale tussen Sri Lanka en Maldiven (0–1) en de finale tussen India en Maldiven (0–1). In 2010 werden er voetbalwedstrijden gespeeld in dit stadion op de AFC Challenge Cup, dat toernooi werd van 16 tot en met 27 februari in Sri Lanka gehouden. In dit stadion waren 10 groepswedstrijden en 4 wedstrijden in knock-outfase. In de halve finale won Turkmenistan met 2–0 van Tadzjikistan en Noord-Korea met 5–0 van Myanmar. In de finale eindigde de wedstrijd tussen Turkmenistan en Noord-Korea in een 1–1 gelijkspel en won het Noord-Koreaanse elftal uiteindelijk na strafschoppen.